# Ministère des Affaires étrangères et du Commerce (Nouvelle-Zélande)
Pour les articles homonymes, voir Ministère des Affaires étrangères.
Le ministère des Affaires étrangères et du Commerce est un portefeuille ministériel majeur en Nouvelle-Zélande. 
L'actuel ministre des Affaires étrangères est Winston Peters.

## Responsabilités et Pouvoirs
Le ministre des Affaires étrangères de Nouvelle-Zélande est chargé des relations extérieures du pays. Il coordonne pour cela les services du ministère des Affaires étrangères et du Commerce, incluant en cela le personnel diplomatiques à l'étranger. Ce poste est reconnu pour être l'un des plus prestigieux poste ministériel après celui de Premier ministre.
Par le passé, le ministre des Affaires étrangères fut toujours membre du Cabinet du Premier ministre, à l'exception de Winston Peters[Quand ?]. Cette situation fut provoquée par des négociations à la suite de la formation d'une coalition avec le parti Nouvelle-Zélande d'abord.

## Histoire
Le premier ministre des Affaires étrangères de Nouvelle-Zélande fut James Allen, nommé « ministre des Affaires extérieures » par William Massey en 1919. Auparavant, il n'existait aucun portefeuille de ministre chargé des relations étrangères. Par la suite, le titre a changé en 1970, en prenant la dénomination de « ministre des Affaires étrangères » pour évoluer ensuite en « ministre des Affaires étrangères et du Commerce » en 1988. Le titre a finalement obtenu son appellation actuelle en 2005, en redevenant « ministre des Affaires étrangères ».

## Liste des ministres
- 1999-2005 : Phil Goff
- 2005-2008 : Winston Peters
- 2008 : Helen Clark (intérim)
- 2008-2017 : Murray McCully
- 2017 : Gerry Brownlee (en)
- 2017-2020 : Winston Peters
- 2020-2023 : Nanaia Mahuta
- novembre 2023 : Grant Robertson
- depuis novembre 2023 : Winston Peters